# Радиотерапия
Радиотерапи́я, или лучева́я терапи́я (также радиацио́нная терапи́я и радиацио́нная онколо́гия) — лечение ионизирующей радиацией (рентгеновским, гамма-излучением, бета-излучением, нейтронным излучением, пучками заряженных частиц из медицинского ускорителя). Применяется в основном для лечения злокачественных опухолей.
Код науки по 4-значной классификации ЮНЕСКО (англ.) — 3201.12 (раздел — медицина)

## Сущность метода
Целью лучевой терапии является уничтожение клеток, из которых состоит патологический очаг, например, опухоль. Первичной причиной «гибели» клеток, под которой подразумевают не непосредственно распад (см. некроз, апоптоз), а инактивацию (прекращение деления), считают повреждение их ДНК. Повреждение ДНК может быть следствием как непосредственно разрушения молекулярных связей вследствие ионизации атомов ДНК, так и опосредованно — через радиолиз воды, основного компонента цитоплазмы клетки. Ионизирующее излучение взаимодействует с молекулами воды, формируя пероксид и свободные радикалы, которые и воздействуют на ДНК. Из этого следует важное следствие, подтверждаемое в эксперименте, что чем активнее клетка делится, тем более сильное повреждающее воздействие оказывает на неё радиация. Раковые клетки являются активно делящимися и быстро растущими; в норме схожей активностью обладают клетки костного мозга. Соответственно, если раковые клетки более активны, чем окружающие ткани, то и повреждающее действие излучения причинит им более серьёзный вред. Это обусловливает эффективность лучевой терапии при одинаковом облучении опухолевых клеток и больших объёмов здоровой ткани, к примеру, при профилактическом облучении региональных лимфоузлов. Однако современные медицинские установки для лучевой терапии позволяют существенно увеличить терапевтическое отношение за счёт «фокусирования» дозы ионизирующего излучения (путем пересечения нескольких лучей на патологическом очаге) и соответственно более щадящего воздействия на здоровые ткани. Для защиты особенно чувствительных к облучению здоровых тканей (например, костного мозга) применяются «компенсаторы» — непрозрачные экраны, закрывающие от лучей эти ткани.

## Типы воздействия
По типу частиц ионизирующее излучение можно разделить на две группы — корпускулярное:
- α-частицы (альфа-терапия),
- β-частицы,
- нейтронное (в качестве источника используется изотоп 252Cf или циклотроны),
- протонное,
- ионы углерода[2][3][4][5][6]

и волновое:
- рентгеновское излучение,
- γ-излучение.

## Показания
Наиболее распространённой причиной назначения лучевой терапии является наличие новообразований различной этиологии. Хотя встречается и «экзотическое» применение в косметологии — облучение после пластической хирургии келоидных рубцов и эпиляция при помощи мягкого рентгеновского излучения. Успешно применяется лучевая терапия также для лечения плантарного фасциита («пяточная шпора»). В зависимости от локализации патологического очага различаются типы воздействия и доза излучения.

## Применение
Выделяют три способа воздействия: контактную (источник излучения контактирует с тканями человека), дистанционную (источник находится на некотором удалении от пациента) и радионуклидную терапию (радиофармпрепарат вводится в кровь пациента). Контактную лучевую терапию иногда называют брахитерапией.

### Контактная лучевая терапия
Контактное воздействие производится при непосредственном приложении источника излучения к ткани опухоли, производится интраоперативно или при поверхностно расположенных новообразованиях. В связи с этим данный метод, пусть и менее вредный для окружающих тканей, используется значительно реже. При внутритканевом (интрастициальном) методе в ткани, содержащие опухолевый очаг, вводятся закрытые источники в виде проволок, игл, капсул, сборок из шариков. Такие источники бывают как временной, так и постоянной имплантацией.

### Дистанционная лучевая терапия
При дистанционном воздействии между очагом воздействия и источником излучения могут лежать здоровые ткани. Чем их больше, тем сложнее доставить необходимую дозу излучения к очагу, и тем больше побочных эффектов терапии. Но, несмотря на наличие серьёзных побочных эффектов, этот метод наиболее распространён. Это обусловлено тем, что он наиболее универсален и доступен в использовании.
Перспективным является метод протонной терапии. Метод позволяет прецизионно нацеливаться на опухоль и уничтожать её при любой глубине локализации. Окружающие ткани получают минимальный урон, так как практически вся радиационная доза выделяется в опухоли на последних миллиметрах пробега частиц. Одним из препятствий для широкомасштабного использования протонов при лечении рака является размер и стоимость необходимого циклотронного или синхроциклотронного оборудования.

### Радионуклидная терапия
В данном методе радионуклид (как самостоятельный агент или в составе радиофармпрепарата) накапливается избирательно в тканях, содержащих опухолевый очаг. При этом используются открытые источники, растворы которых непосредственно вводятся в организм через рот, в полость, опухоль или сосуд. Примером способности некоторых радионуклидов накапливаться преимущественно в определённых тканях могут служить: йод — в щитовидной железе, фосфор — в костном мозге, стронций — в костях и др.

## Побочные эффекты
В результате облучения страдает не только сама опухоль, но и окружающие ткани. Сама же опухоль под действием ионизирующего излучения гибнет, и продукты распада попадают в кровь. Исходя из этого можно выделить две группы побочных эффектов.

### Локальные
В месте воздействия могут формироваться лучевые ожоги, повышается ломкость сосудов, возможно появление мелкоочаговых кровоизлияний, при контактном методе воздействия наблюдается изъязвление облучаемой поверхности.

### Системные
Обусловлены распадом клеток, подвергшихся облучению, так называемые лучевые реакции. У больного наблюдаются слабость, утомляемость, появляются тошнота, рвота, выпадают волосы, становятся ломкими ногти, изменяется картина крови, происходит угнетение кроветворения.
Другой, более распространённой среди специалистов, классификацией побочных эффектов является разделение на ранние лучевые реакции и поздние лучевые осложнения. Условной границей между двумя типами является срок в 3 месяца после окончания курса лечения.